# Grã-Bretanha nos Jogos Paralímpicos de Verão de 1996
Grã-Bretanha participou dos Jogos Paralímpicos de Verão de 1996, que foram realizados na cidade de Atlanta, nos Estados Unidos, entre os dias 16 e 25 de agosto de 1996.